# До свидания, мальчики
«До свидания, мальчики» — повесть Бориса Балтера (в значительной степени автобиографическая), наиболее известное его произведение. Одно из многочисленных произведений о последних днях мирной жизни накануне Великой Отечественной войны, характерных для советской литературы периода оттепели.
Впервые опубликована в «Тарусских страницах» 1961 года под названием «Трое из одного города». Расширенная версия увидела свет в журнале «Юность» (№ 8—9, 1962); название взято из песни Булата Окуджавы, с которым дружил автор.
В повести Балтер рассказывает о последних школьных днях трёх юношей и о первой любви. Действие происходит в 1936 году в приморской Евпатории. Рассказ ведётся от первого лица, время от времени рассказчик оценивает происходящие события с высоты своего взрослого опыта.
Успех повести был таков, что на соответствующие номера «Юности» в библиотеках записывались в очередь. По свидетельству Р. Киреева, «такой лирической мощи была эта неброская с виду вещь, что сломала все чиновничьи рогатки».
Повесть, вышедшая в 1963 году отдельной книгой с посвящением К. Г. Паустовскому, была переведена на многие языки и издана во многих странах. В 1964 году Балтер в соавторстве с Владимиром Токаревым написал пьесу по её мотивам. Она неоднократно с большим успехом шла во многих театрах.
В том же году Балтер в соавторстве с Михаилом Каликом по мотивам своей книги создал сценарий одноимённого художественного фильма. Фильм «До свидания, мальчики!» снимался в Евпатории. Он вышел на экраны в 1965 году.
К 90-летию со дня рождения Балтера его земляк Яков Фоменко подготовил подарочное издание повести с иллюстрациями Николая Дудченко, вышедшее ограниченным тиражом в 300 экземпляров. В книгу вошли воспоминания об авторе Б. Сарнова, Е. Сидорова, Л. Лазарева, С. Рассадина, Б. Окуджавы, Н. Коржавина, В. Войновича, Е. Стеблова.